# Rolf Pettersson (orienterare)
Rolf Evald "Roffe" Pettersson, född 11 december 1944 i Eskilstuna, är en svensk före detta orienterare. Pettersson tog flera SM-guld och bidrog till två tiomilasegrar. Han tog även flera medaljer i både VM och nordiska mästerskap. Han tävlade för OK Tor fram till och med 1971, Hagaby GoIF 1972-1977 och för OK Milan från 1978.

## Meriter

### SM
Segrare Lång-SM Herrar
1973
1976
1977

Segrare Natt-SM Herrar
1976

Segrare Budkavle-SM H21 
1974 Göran Hedberg, Anders Bergman, Billy Höglund, Rolf Pettersson
1976 Anders Bergman, Billy Höglund, Göran Hedberg, Rolf Pettersson

### 10-mila
Segrare 10-mila 1975 Ingemar Larsson, Anders Winbladh, Ola Lindskog, Tord Lidström, Stefan Blomgren, Billy Höglund, Arne Yngström, Anders Bergman, Göran Hedberg, Rolf Pettersson.
Segrare 10-mila 1976 Arne Salomonsson, Ola Lindskog, Jan Carlsson, Stefan Blomgren, Anders Winbladh, Billy Höglund, Erik Oskarsson, Anders Bergman, Rolf Pettersson, Göran Hedberg.

### VM
VM Tjeckoslovakien 1972 Herrar Placering 12
VM Danmark 1974 Herrar Placering 25
VM Danmark 1974 Herrar, stafett Placering 1. Rolf Pettersson, Gunnar Öhlund, Arne Johansson, Bernt Frilén
VM Skottland 1976 Herrar placering 2
VM Skottland 1976 Herrar, stafett Placering 1. Erik Johansson, Gert Pettersson, Arne Johansson, Rolf Pettersson
VM Norge 1978 Herrar, stafett Placering 2. Rolf Pettersson, Lars Lönnkvist, Kjell Lauri, Olle Nåbo
VM  Finland 1979 Herrar 6. Rolf Pettersson

### NOM
VM  Finland 1979 Herrar, stafett Placering 1. Rolf Pettersson, Kjell Lauri, Lars Lönnkvist, Björn Rosendahl
NOM Danmark 1975 Herrar, stafett Placering 1. Rolf Pettersson, Håkan Gustavsson, Arne Johansson, Bernt Frilén
NOM Finland 1977 Herrar Placering 2.
NOM Finland 1977 Herrar, stafett Placering 3. Björn Nordin, Gert Pettersson, Kjell Lauri, Rolf Pettersson